# Del Nero
I Del Nero furono una famiglia nobile fiorentina di origine genovese, forse appartenente all'omonimo albergo Di Negro, trapiantatasi in Firenze durante il XIV secolo.

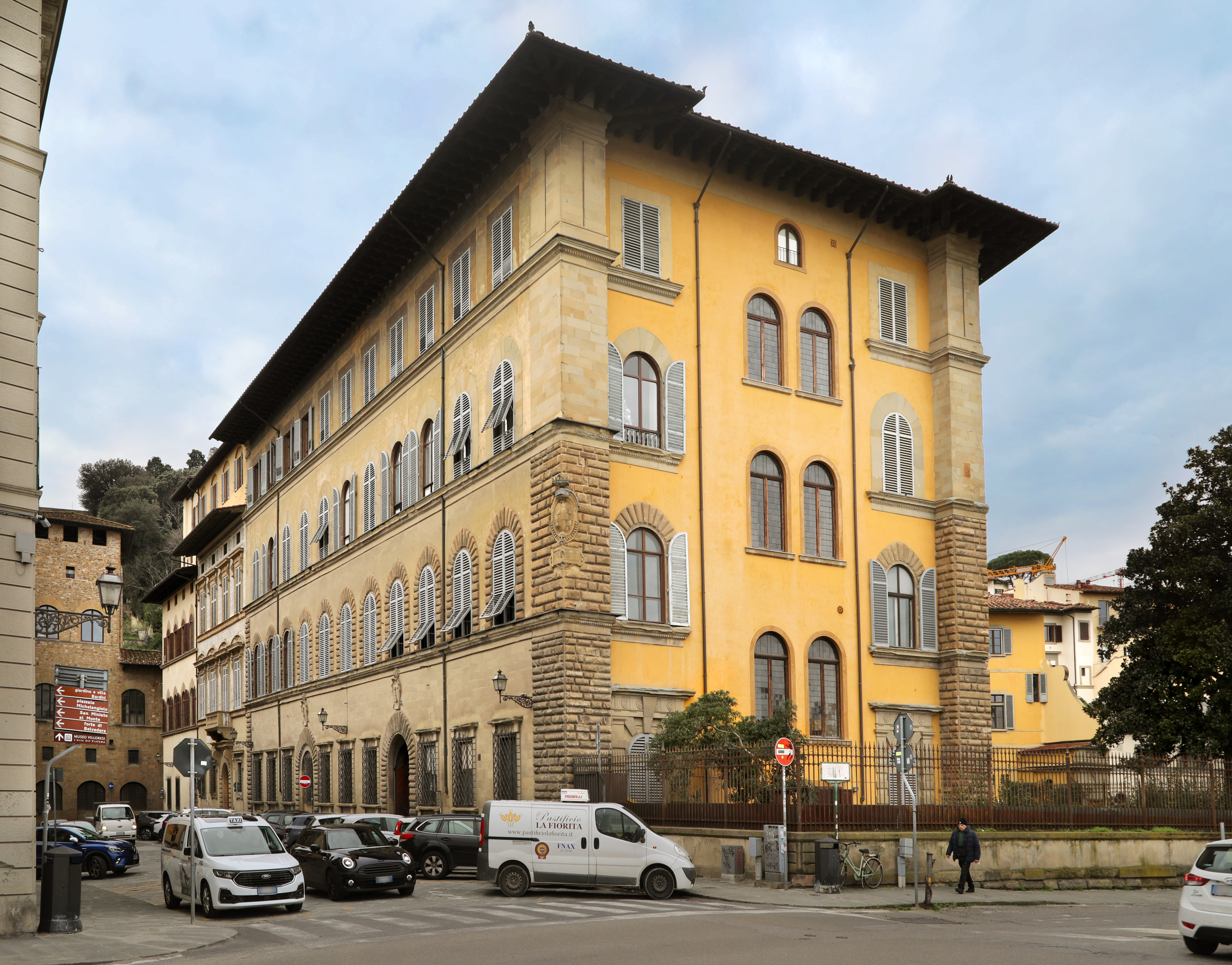
Palazzo Del Nero Torrigiani a Firenze

## Storia
Dedita al mestiere di rigattiere iniziò l’ascesa nelle cariche cittadine con Bernardo, uno dei più importanti politici del periodo in Firenze e Piero, che compirono il processo di enucleazione sociale del casato durante la seconda metà del XV secolo, quando ricoprirono le più alte cariche cittadine quali quelle di priore e gonfaloniere, grazie all’appoggio dato ai Medici.

I suoi membri si unirono in matrimonio con le più influenti famiglie fiorentine consolidando il suo prestigio che le consentì di accumulare cariche e patrimonio.

All’inizio del XVII secolo, un Nero (o Neri) fece edificare la cappella di San Filippo Neri all’interno della chiesa di Santa Maria in Vallicella a Roma.

Durante la seconda metà del XVI secolo con Agostino, fratello di Francesco, che acquistò il palazzo sul Lungarno in Firenze cui diede il nome, acquisirono la baronia di Porcigliano presso Roma, ceduta dall’Arcispedale di Santo Spirito in Saxia a seguito della liquidazione di parte del patrimonio ecclesiastico (per le necessità dovute alle conseguenze del Sacco di Roma), tenendola fino alla cessione a Vincenzo Grazioli avvenuta, durante il secondo decennio del XIX secolo, dalla vedova dell’ultimo della famiglia che si estinse in quella dei Torrigiani nel medesimo secolo.
A Roma possedettero il palazzo, poi demolito, fatto progettare da Carlo Fontana, noto come palazzo Bolognetti-Torlonia in Piazza Venezia e il palazzo prospiciente su piazza Sforza Cesarini e via dei Banchi Vecchi nel rione Parione.